# Mortonia utahensis
Mortonia utahensis är en benvedsväxtart som först beskrevs av Coville och Gray, och fick sitt nu gällande namn av J. Nels. Mortonia utahensis ingår i släktet Mortonia och familjen Celastraceae. Inga underarter finns listade.

## Bildgalleri

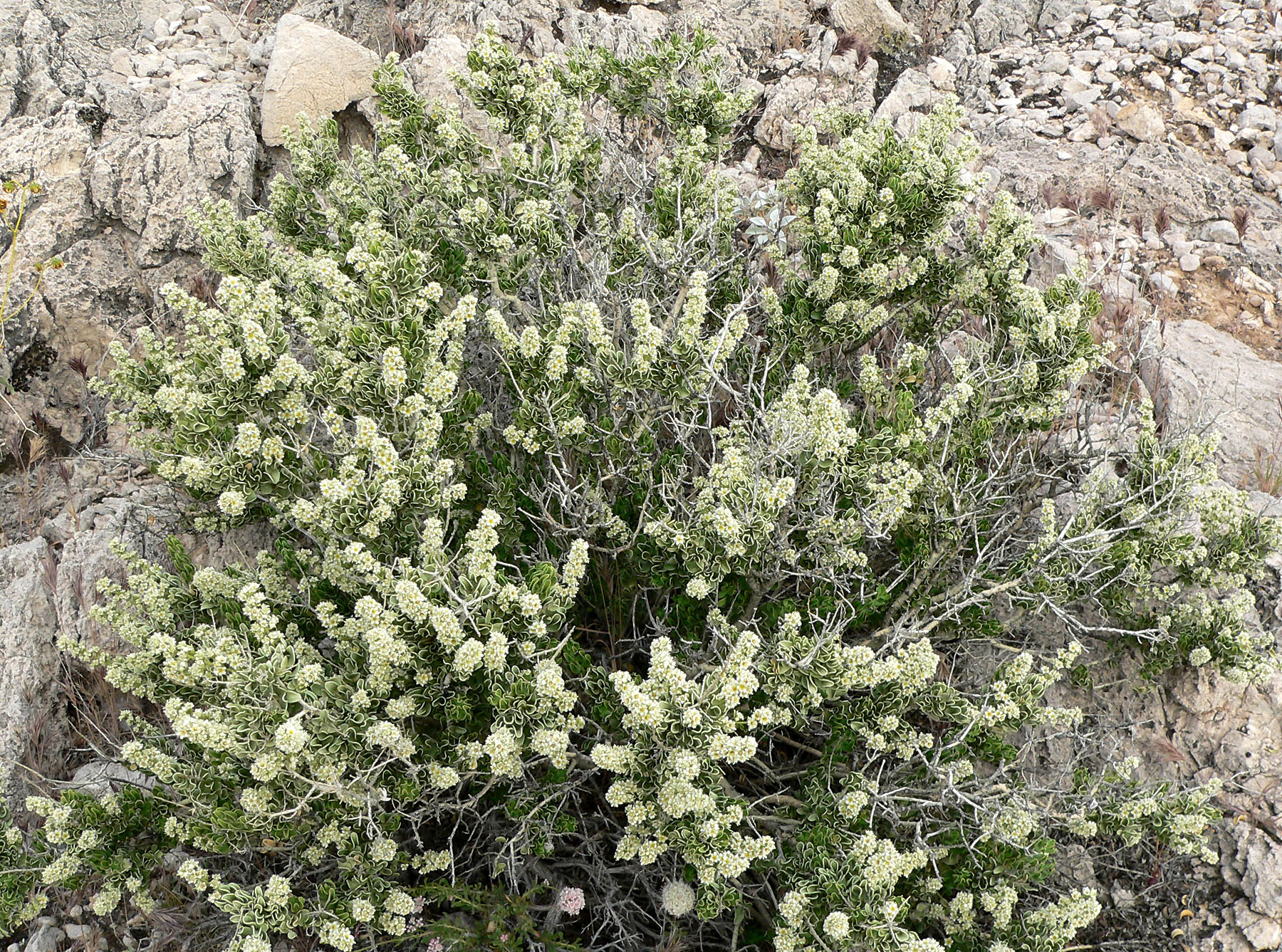
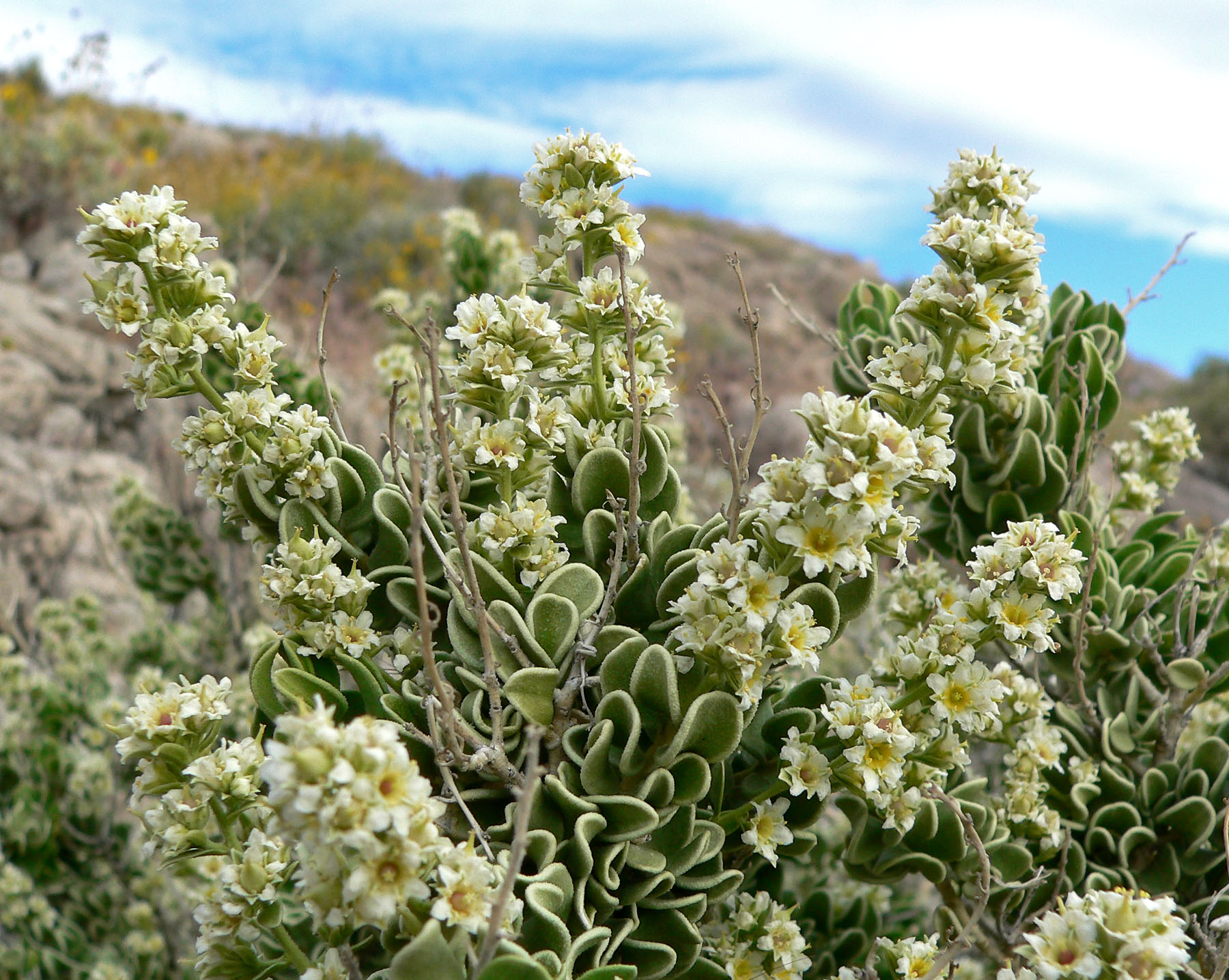
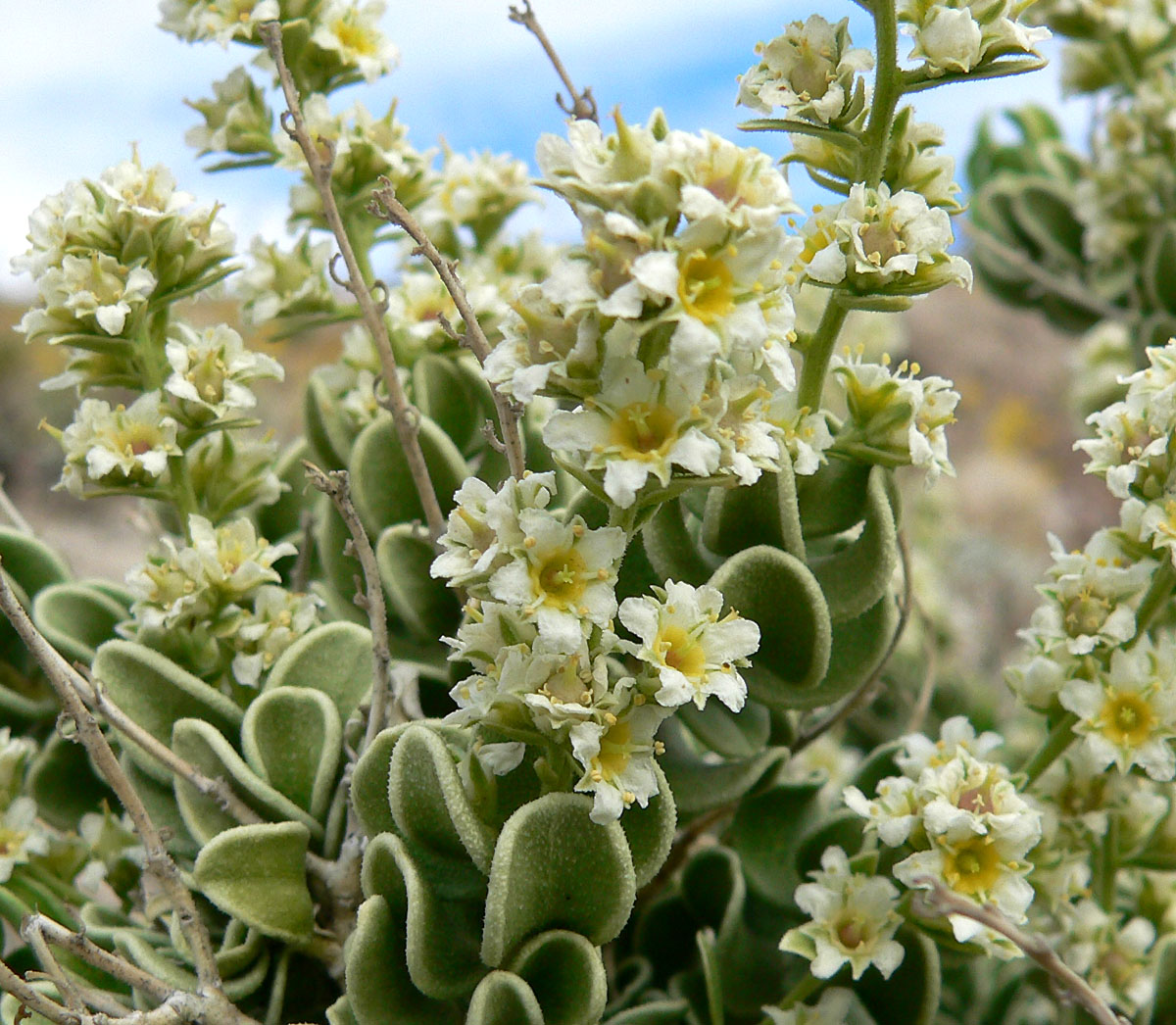
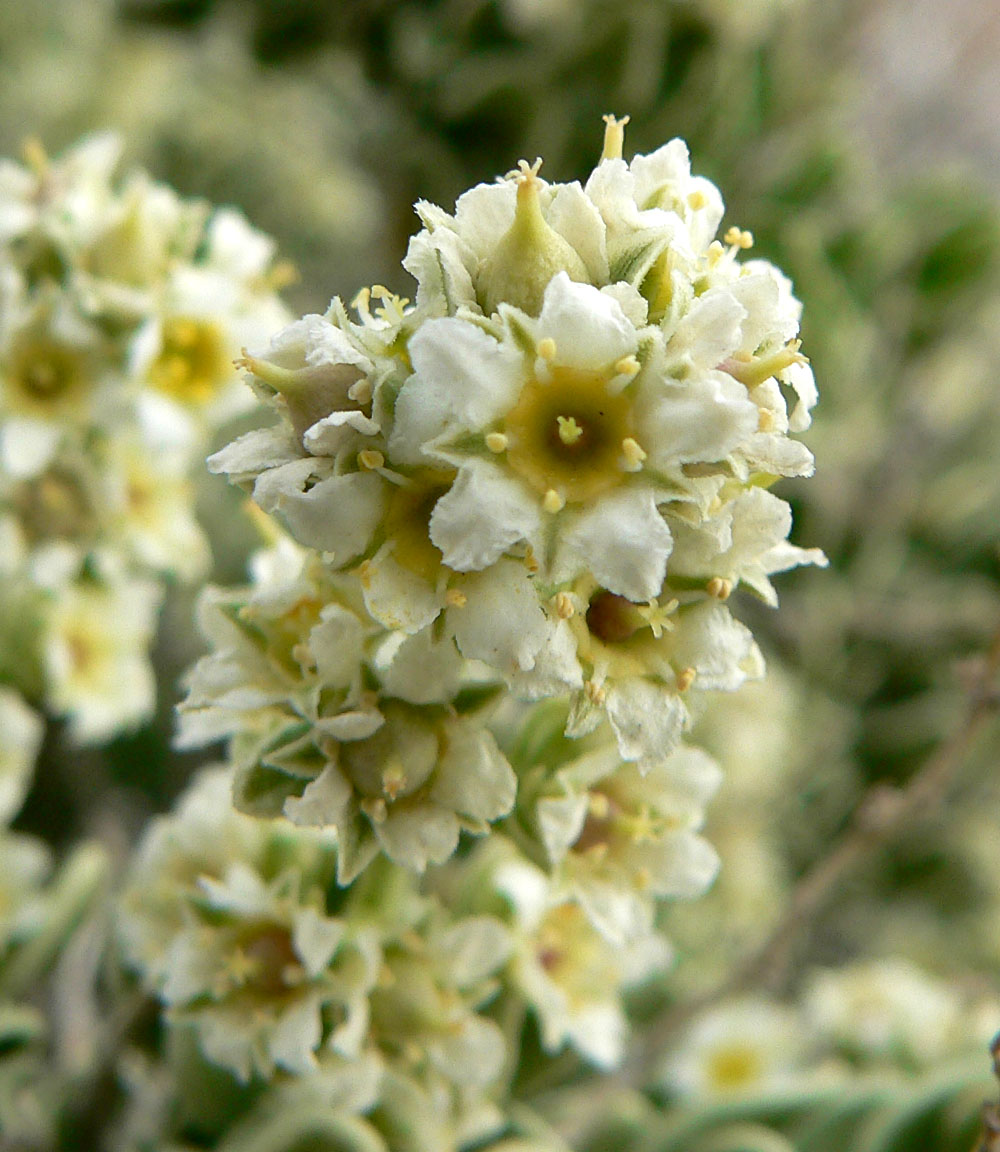
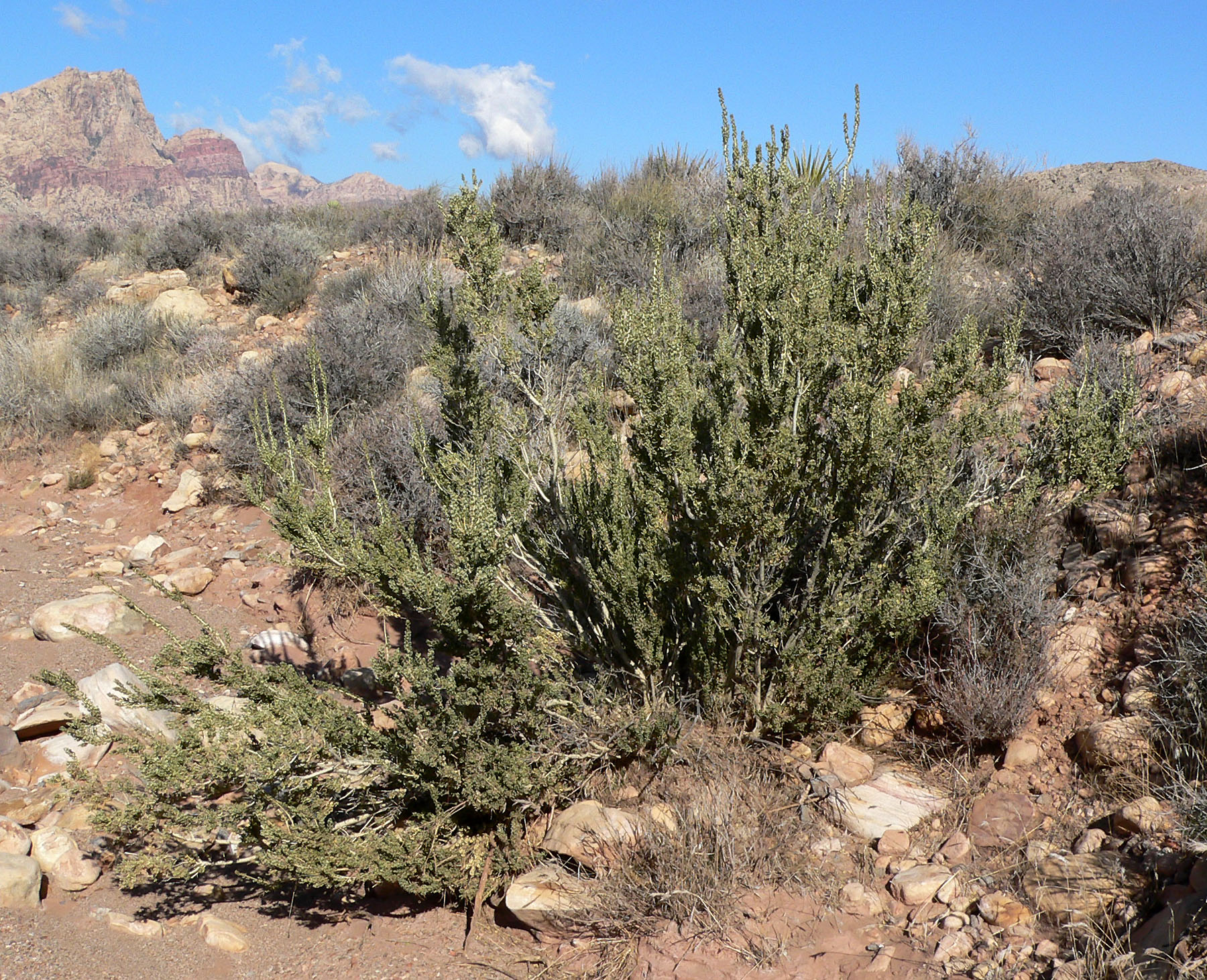
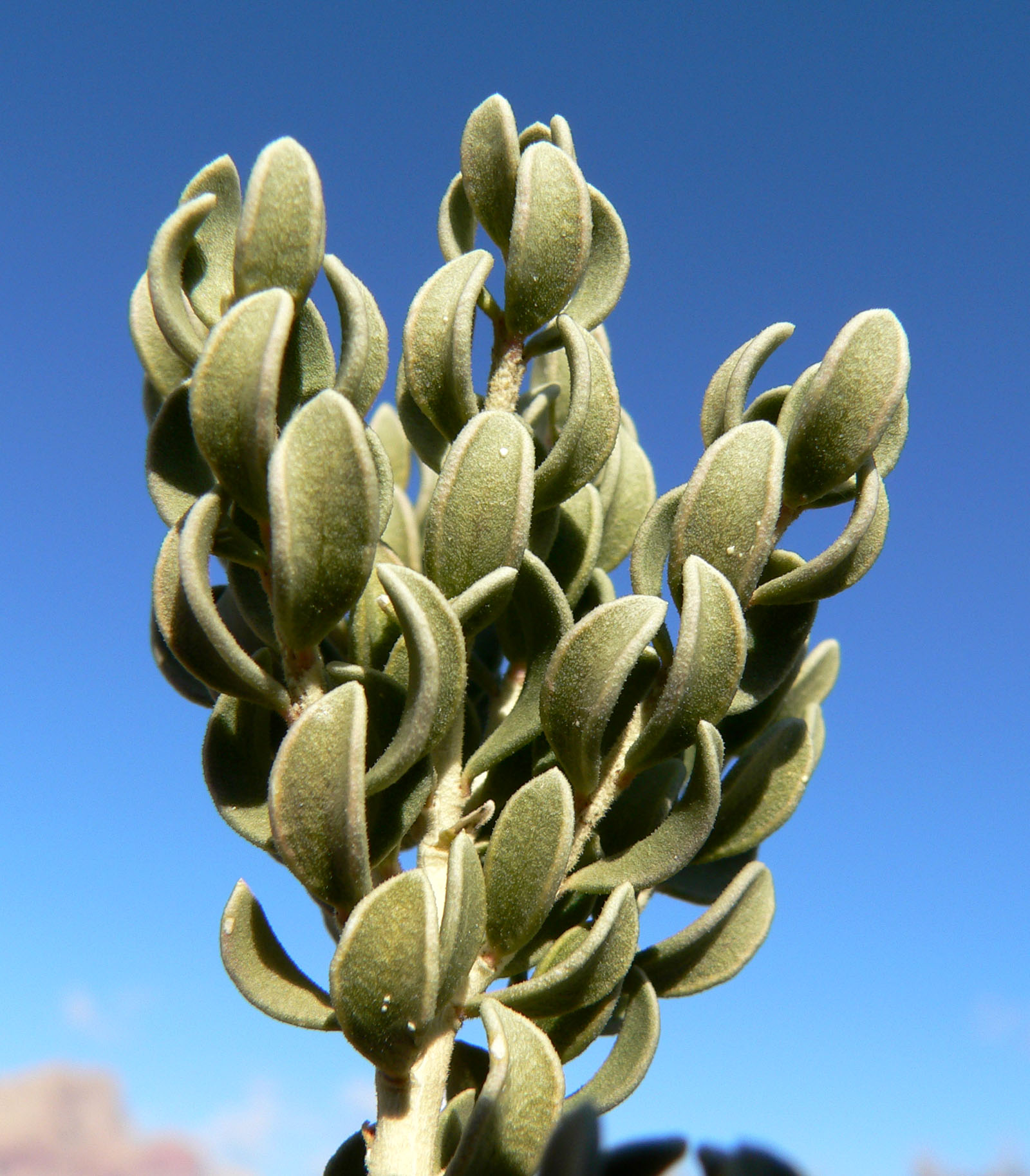